# Boulevard St-Laurent (Ottawa)
Pour les articles homonymes, voir Saint-Laurent.
Le boulevard St-Laurent ( route d'Ottawa n° 26 ) est une artère routière de la ville d'Ottawa, en Ontario, au Canada. Partant du complexe du Collège de la Gendarmerie royale du Canada, sur le chemin Sandridge, dans le quartier de Manor Park, le boulevard St-Laurent s'étend en ligne droite, en direction sud légèrement orientée vers l'est, jusqu'à atteindre le chemin Walkley. Elle tourne ensuite vers l'ouest et croise le chemin Conroy et la promenade Don Reid. À Ottawa, le nom de la rue est prononcé exclusivement en français, même chez les anglophones, car il honore l'ancien premier ministre canadien Louis St-Laurent. Avant 1951, elle était connue sous le nom de chemin Base Line.

## Section nord

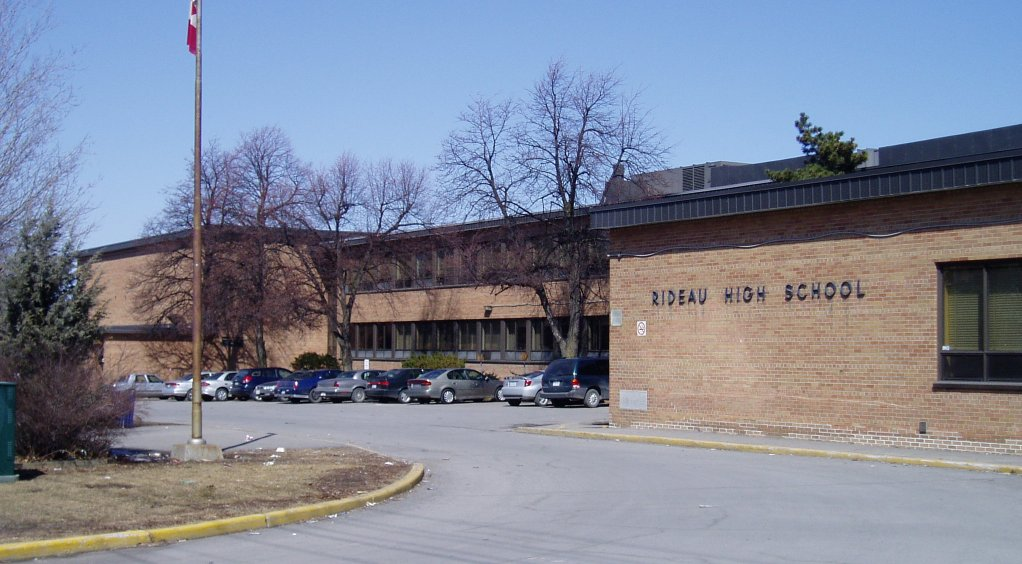
École secondaire Rideau sur le boulevard St-Laurent.

La partie nord de la rue, qui n'est pas encore un boulevard, longe le quartier résidentiel de Manor Park. Au sud du chemin Hemlock, elle passe devant le cimetière Beechwood, l'un des plus importants de la ville, ainsi que plusieurs hautes tours, dont le bâtiment Le Parc de 30 étages, qui est le troisième plus haut de la ville.
La route devient principalement commerciale à partir de l'avenue McArthur jusqu'à l'autoroute 417. Au coin du chemin Coventry se trouve le centre commercial St-Laurent, l'un des plus grands centres commerciaux de la ville. La station St-Laurent d' OC Transpo (le niveau supérieur) est située juste à côté de la rampe d'accès à l'autoroute 417 en direction ouest.

## Section sud
Au sud de l'autoroute 417 et du chemin Tremblay, la route devient plus industrielle en traversant un petit quartier industriel à l'est. Les bureaux principaux d' OC Transpo (la société de transport en commun d'Ottawa) sont situés au coin du chemin Belfast, une autre route industrielle clé, qui est également un lien vers la gare Via Rail d'Ottawa à son extrémité ouest.
Passé le chemin Innes, le boulevard entre dans un autre important quartier commercial jusqu'au chemin Russell. À l'est, on peut voir le Musée canadien des sciences et de la technologie, une destination touristique incontournable depuis les années 1960, sur le chemin Lancaster. Également situé au coin du chemin Russell se trouve le centre commercial Elmvale, un centre commercial de taille moyenne, desservant les quartiers d'Alta Vista et de Pleasant Park à l'ouest.
En bifurquant vers l'ouest du chemin Russell, il revient à deux voies et traverse une zone résidentielle, puis au sud du chemin Walkley, il pénètre dans un parc d'activités comprenant certaines entreprises technologiques. Il se termine derrière l'ancien bâtiment de la station de radio CKKL-FM, juste à l'ouest du chemin Conroy.

## Limites de vitesse
Les limites de vitesse varient tout au long de la route. Au nord du chemin Hemlock, la limite de vitesse est 40 km/h (25 mi/h) avec deux voies. Entre le chemin Hemlock et l'avenue McArthur, la limite de vitesse est 50 km/h (31 mi/h) sur quatre voies de circulation. Ensuite, de l'avenue McArthur au sud jusqu'au chemin Tremblay, elle augmente à 60 km/h (37 mi/h). Puis du chemin Tremblay jusqu'au chemin Smyth, le boulevard atteint sa limite de vitesse maximale de 70 km/h (43 mi/h) . De là jusqu'à son extrémité, la limite revient à 50 km/h.

## Carrefours principaux
- Chemin de Montréal
- Route d'Ogilvie
- Autoroute 417
- Chemin Innes et Industrial Avenue
- Chemin Russell
- Chemin Walkley
- Chemin Conroy

## Communautés
- Manor Park
- Overbrook
- Elmvale
- Alta Vista